# Mère Ukraine
La Mère Ukraine ou la Statue de la Liberté (en ukrainien : Україна-Мати), anciennement Mère Patrie (en ukrainien : Батьківщина-Мати), est une statue colossale située à Kiev, capitale de l'Ukraine. Érigée le 9 mai 1981 à l'époque soviétique, elle fait partie du Musée de l'histoire de l'Ukraine dans la Seconde Guerre mondiale. Elle a été inaugurée par Léonid Brejnev, le secrétaire général du Parti communiste de l'Union soviétique.

## Caractéristiques
Conçue par Ievgueni Voutchetitch, la statue, haute de 62 m, est faite d'acier inoxydable et repose sur un piédestal de 40 m de haut. Elle se trouve au sommet du Musée de la Grande Guerre patriotique.
À l'origine, l'image de la statue a été dessinée par Voutchetitch à partir de la peintre ukrainienne Nina Danyleïko. Après son décès en 1974, la conception a été reprise par Borodaï qui a pris pour modèle une autre sculptrice ukrainienne, Halyna Kaltchenko, fille du Premier ministre ukrainien, Nikifor Kaltchenko.
L'épée que brandit le personnage est longue de 16 m et pèse 9 tonnes ; elle a été raccourcie, car sa pointe était plus haute que la croix du monastère Laure des Grottes de Kiev.
Son autre main porte un bouclier de 13 m par 8 m, sur lequel figurait l'emblème de l'Union soviétique jusqu'en août 2023, et qui a été remplacé par le trident, emblème de l'Ukraine.
Dans le hall du Mémorial du musée se trouvent des plaques de marbre avec les noms gravés de plus de 11 600 soldats et 200 ouvriers du front honorés durant la guerre du titre de « Héros de l'Union soviétique » et « Héros du travail socialiste ».
En avril 2015, dans une tentative de décommunisation du pays (l'Ukraine a été sous domination russe puis soviétique depuis le milieu du XVIIIe siècle), le parlement ukrainien interdit les symboles soviétiques et communistes et change les noms des rues et des monuments. Cependant, les monuments de la Seconde Guerre mondiale sont épargnés.
En juillet 2023, plus d'un an après l'invasion du pays par la Russie, le remplacement du symbole soviétique par le trident symbole de l'Ukraine est officiellement annoncé. À la suite de cela, il est prévu de la renommer « Mère-Ukraine » d'ici le 24 août. La statue rouvre au public en octobre suivant.
| |
| Proposition officielle de changement du symbole ornant le bouclier de la statue (image de synthèse). |

### Dans la ligne des réalisations monumentales des rives du Dniepr
La statue s'inscrit dans une série de monuments ponctuant la ligne des collines escarpées des rives du Dniepr (de l'amont vers l'aval) : monument à saint Vladimir, monument aux droits de Magdebourg, arche de la Liberté du Peuple ukrainien, monument aux morts de la Seconde Guerre mondiale, et statue de la Mère-Patrie. Si le sommet des collines était surtout occupé par de multiples églises et monastères, nombreux sont ceux qui ont été dynamités par les autorités soviétiques dans les années 1920 et 30. On compte aujourd'hui (de l'amont vers l'aval) le monastère de Saint-Cyrille, l'église Saint-André, l'église de la Dîme (détruite), le monastère Saint-Michel-au-Dôme-d'Or (détruit pour laisser place à un ensemble monumental à Lénine et reconstruit), la tombe d'Askold, la Laure des Grottes de Kiev et le monastère Saint-Michel-de-Vydoubytch.

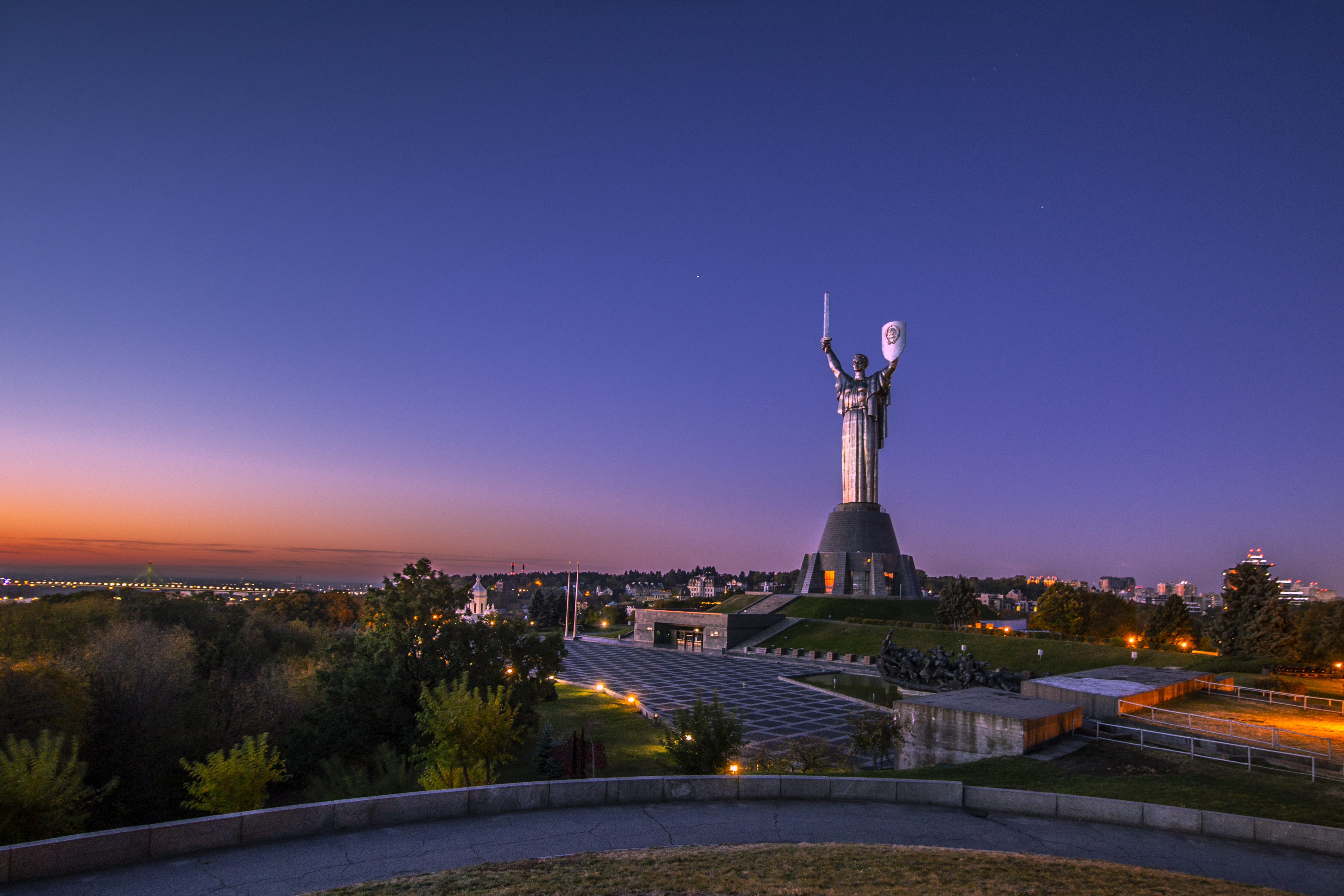
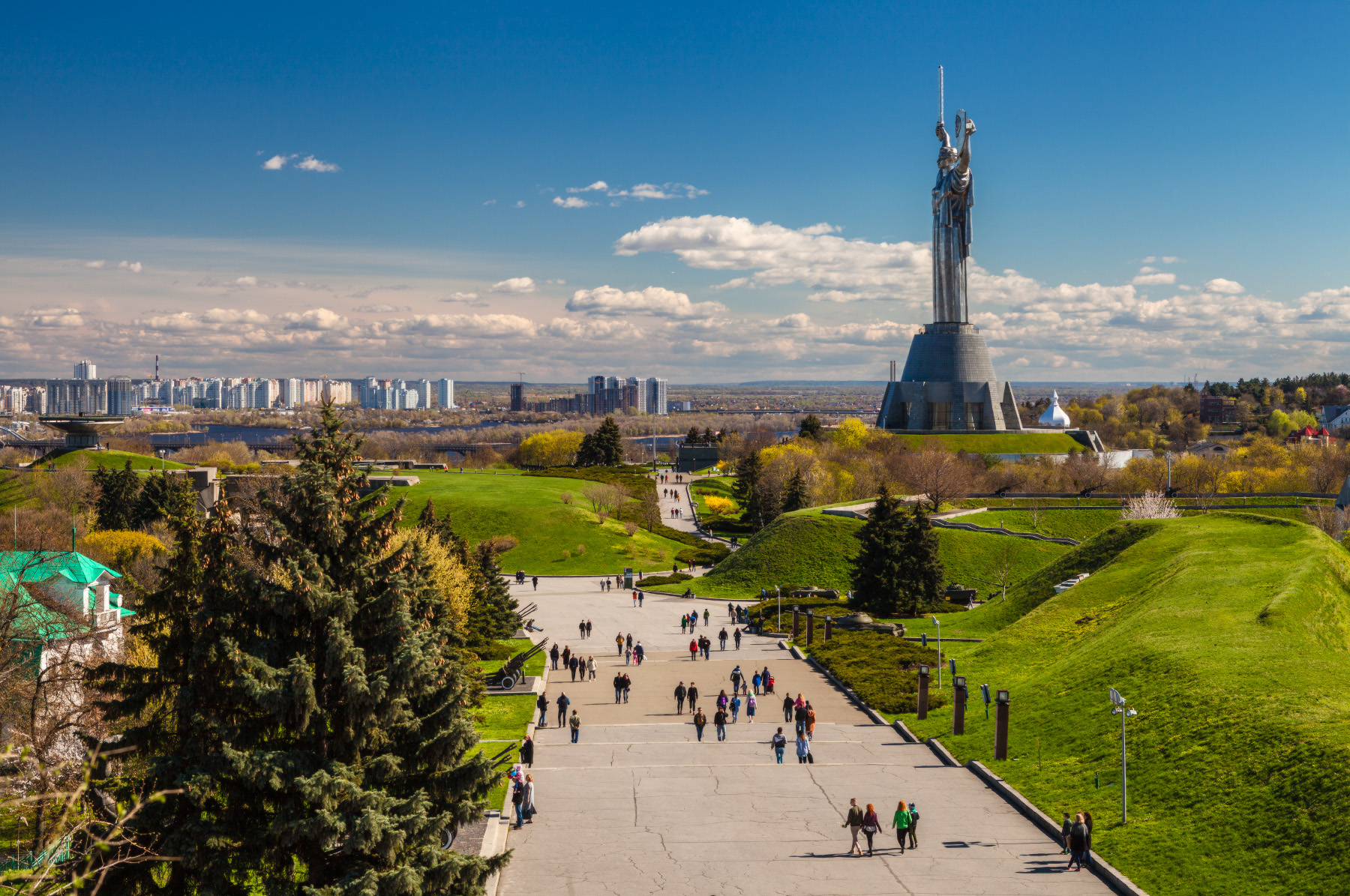
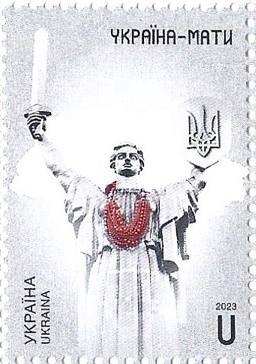
Son nouveau bouclier sur un timbre ukrainien.

Le monument est inscrit au Registre national des monuments d'Ukraine sous le  numéro : 80-382-0200.

### Statues similaires en Ukraine

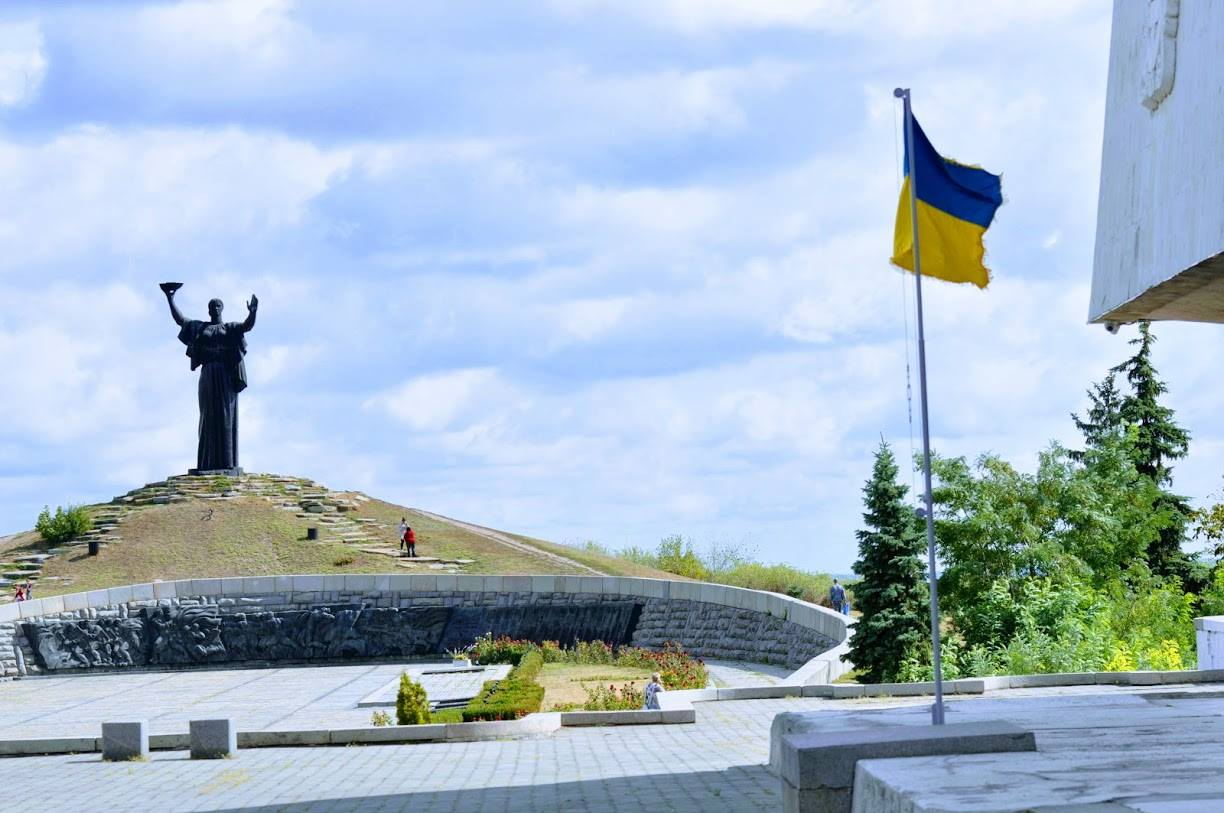
La colline de gloire, Tcherkassy.
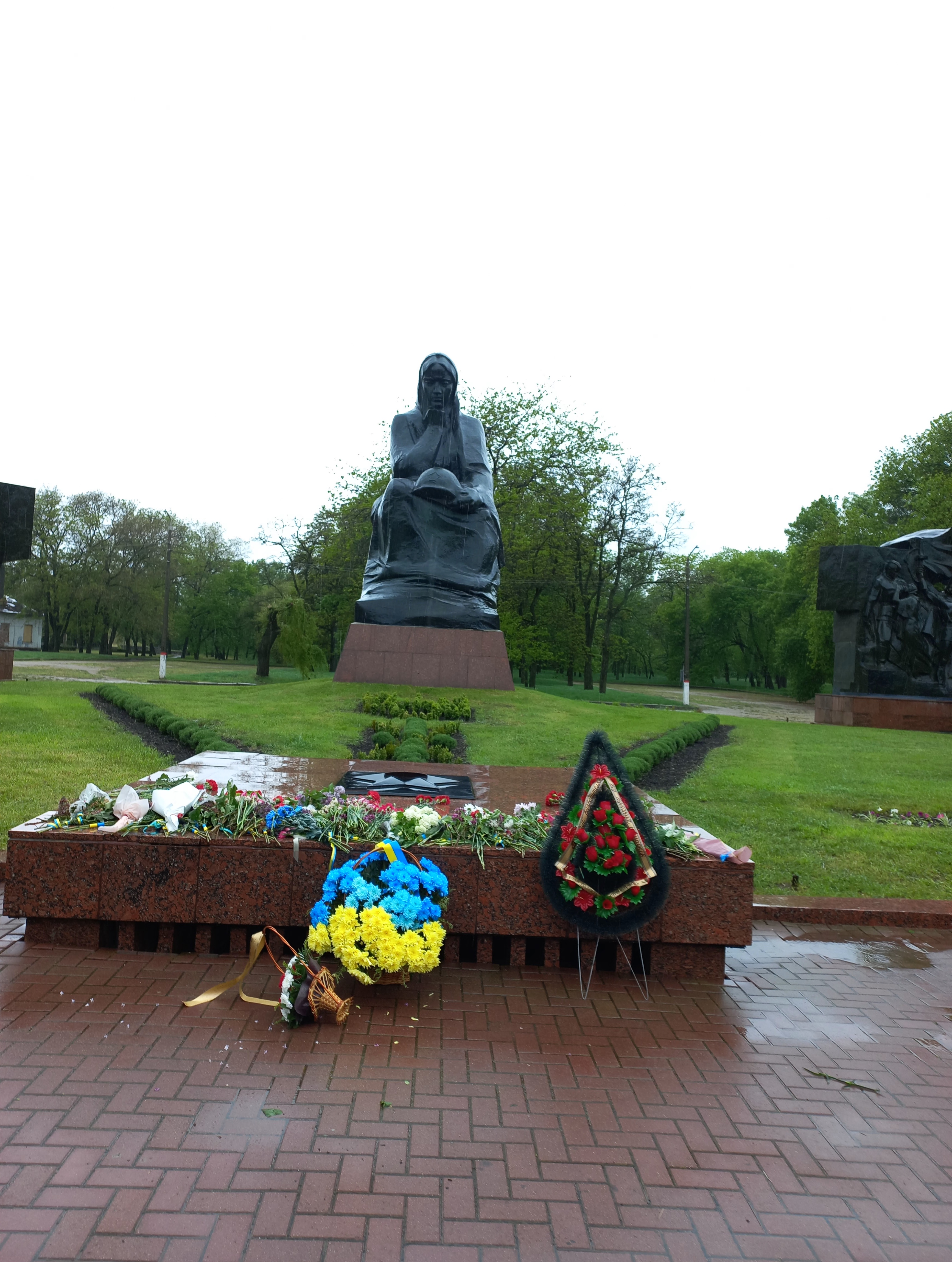
Forteresse de Sainte-Élisabeth, Kropyvnytskyï.